# Friedrich Wilhelm Karl von Schmettau
Friedrich Wilhelm Karl Graf von Schmettau, auch Friedrich Wilhelm Carl von Schmettau, Friedrich von Schmettau (* 13. April 1743 in Berlin; † 18. Oktober 1806 in Weimar) war preußischer Generalleutnant, Topograf und Kartograf.

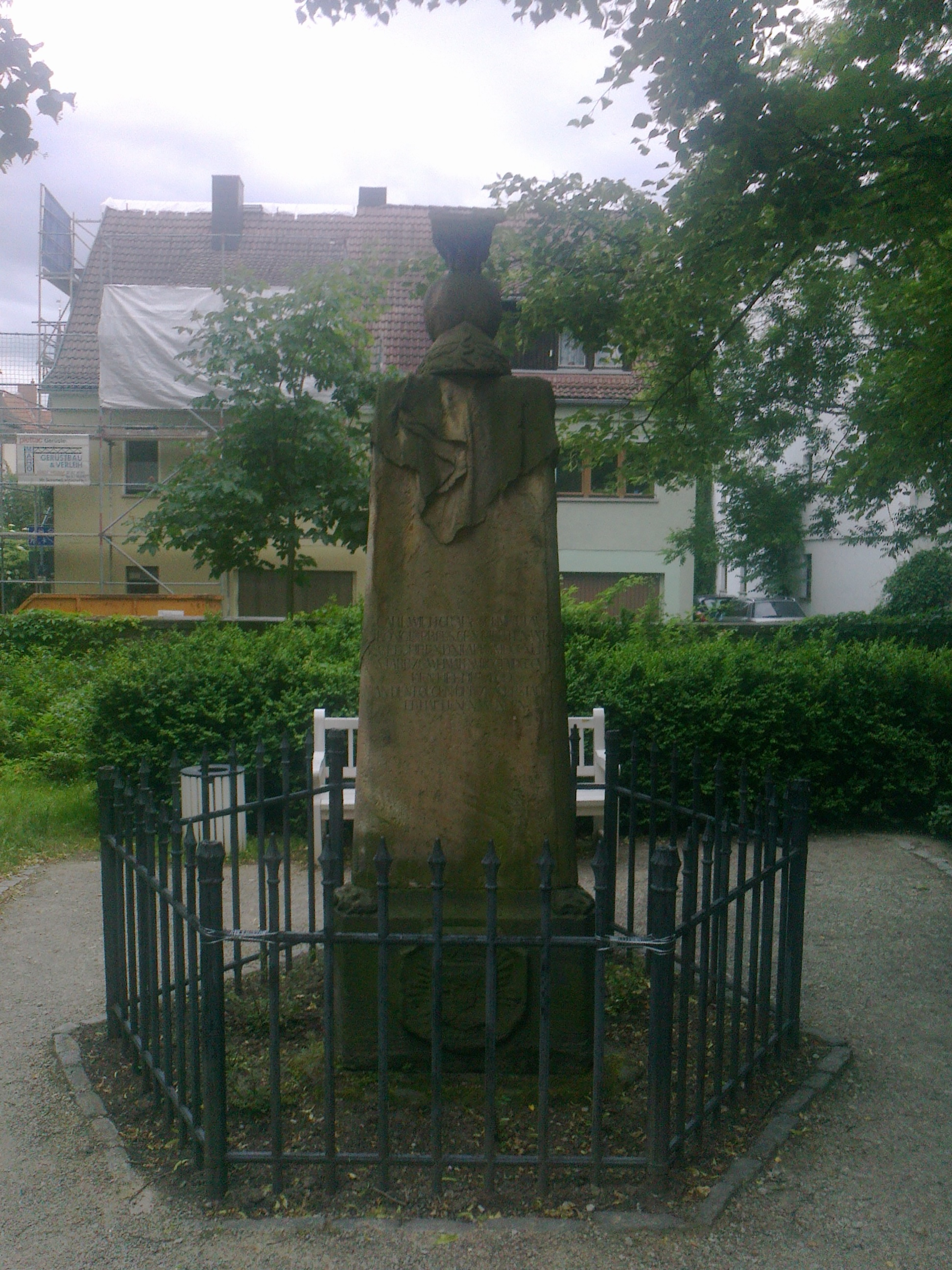
Grabstein für Friedrich Wilhelm Karl von Schmettau

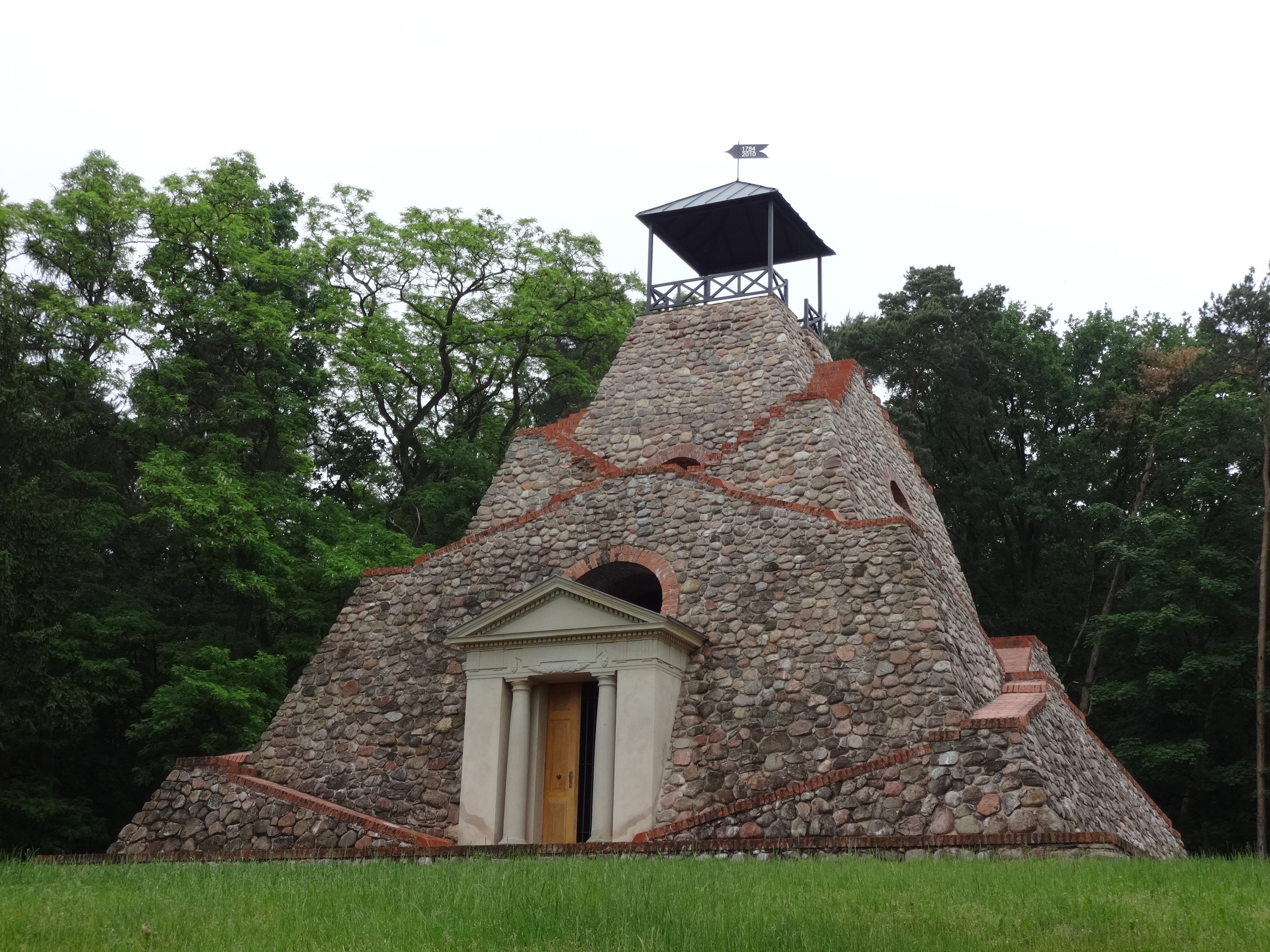
Pyramide Garzau, 2014

## Leben
Friedrich Wilhelm Karl von Schmettau war der Sohn des preußischen Generalfeldmarschalls Samuel Graf von Schmettau (1684–1751) und dessen zweiter Ehefrau Anna, geb. von Rüffer (1718–1771).
Er kam am 30. Oktober 1752 in die Ritterakademie in Brandenburg an der Havel. Von dort kam er am 1. Oktober 1756 als Gefreitenkorporal in das Infanterie-Regiment Nr. 34. Am 10. Oktober 1756 wurde er Fähnrich und nahm am Siebenjährigen Krieg teil. Er kämpfte in den Schlachten von Breslau, Leuthen und Torgau. In der Schlacht bei Hochkirch wurde er sechsmal verwundet. Am 30. August 1758 wurde er Seconde-Lieutenant, am 3. Oktober 1762 Premier-Lieutenant und Adjutant des Prinzen Ferdinand von Preußen. Am 7. Januar 1772 wurde er Stabshauptmann und wurde am 2. April 1778 in die Suite des Königs versetzt. Dort wurde er bereits am 16. Juli 1778 Brigademajor der Kavallerie. Er nahm 1778 noch am Beginn des Bayrischen Erbfolgekrieges teil, erhielt aber am 15. September 1778 seine Demission.
Der General war ein enger Freund des Prinzen Ferdinand. Als Leutnant lieferte er sich mit einem Studenten eine Schlägerei, die die Aufmerksamkeit von König Friedrich II. auf sich zog. Nach Untersuchung des Sachverhalts erhielt Schmettau drei Monate Festungshaft. Auch Versuche des Prinzen, Schmettau zum Stabshauptmann befördern zu lassen, schlugen fehl. Schmettau begann, die Schmettauschen Karten zu erstellen. 1770 stellte er die Karten dem König vor, um doch noch eine Beförderung zu erhalten, die ihm aber verweigert wurde. Er wurde nun auch schriftstellerisch tätig. 1773 stellte er ein Buch über den Feldzug gegen die Türken im Jahr 1769 vor. Schließlich wurde Schmettau zum Stabshauptmann befördert. Prinz Ferdinand bemühte sich lange Zeit um die Beförderung Schmettaus zum Major, die erst nach mehreren Versuchen gewährt wurde. 1778 kam es zum Bruch mit dem König und zur Demission von Schmettau.
Als Friedrich Wilhelm II. von Preußen den Thron bestieg, kehrte Schmettau am 15. Januar 1787 als Oberst ins preußischen Heer zurück. Er brachte sein Kartenmaterial mit und wurde vom König beauftragt, die schlesischen Berge zu kartografieren. Am 14. Mai 1789 übergab er dem König 104 Karten. Schmettau geriet in Hofintrigen, z. B. mit General Hans Rudolf von Bischoffwerder. Man neidete Schmettau u. a. seine kartografischen Erfolge, und er musste um die Anerkennung seiner Leistung kämpfen. In der Folge schied Schmettau am 19. Juni 1790 wieder aus preußischen Diensten aus.
Er reiste nun viel und zeichnete weitere Karten. Als 1792 der Erste Koalitionskrieg begann, bot Schmettau an, wieder in den Dienst der Armee zu treten. Sein Angebot wurde aber abgelehnt. Erst als Friedrich Wilhelm III. preußischer König wurde, kehrte Schmettau am 1. Dezember 1797 – nun als Generalmajor – in sein altes Infanterie-Regiment Nr. 34 zurück.
Er wurde im Sommer 1798 erneut in die schlesischen Berge geschickt, um deren Verteidigungsmöglichkeiten zu erkunden. Seine Hoffnung auf prestigeträchtige Aufträge erfüllte sich aber nicht. Am 26. November 1798 erhielt er den Schwedischen Schwertorden, und am 20. Mai 1799 wurde er Generalleutnant mit Patent vom 24. Mai 1799. Am 10. Mai 1805 erhielt er den preußischen Roten Adlerorden. Im Vorfeld des Vierten Koalitionskrieges wurde sein Wunsch nach einer Feldverwendung endlich erfüllt, und er wurde am 21. September 1805 auf Feldetat gesetzt. Am 10. Oktober 1805 wurde er in den preußischen Generalstab beordert. Am 28. November 1805 kam er nach Kassel als Führer der preußischen Truppen, die unter den Befehl des Kurfürsten von Hessen-Kassel treten sollten. Am 3. Dezember 1805 erhielt er die Zusage für ein Gehalt von 3200 Talern ab dem 1. Oktober 1805.
In der Schlacht bei Auerstedt am 14. Oktober 1806 wurde Schmettau beim Angriff auf Hassenhausen gleich zu Beginn von einer Kugel verwundet, später noch von einer zweiten. In Weimar flüchtete er zunächst in das Haus von Goethes Freundin Charlotte von Stein und von dort weiter in das Weimarer Stadtschloss, wo er seinen Verwundungen schließlich erlag. Er wurde auf dem Jacobsfriedhof Weimar begraben.
Schmettau hatte 1780–1784 in Garzau ein Herrenhaus gebaut und einen Landschaftspark mit einer Pyramide aus Feldsteinen angelegt. Sie sollte Überlieferungen zufolge als Mausoleum dienen, jedoch hatte Schmettau das Anwesen 1804 verkauft und stattdessen das Schloss Köpenick erworben. Die Pyramide Garzau gilt seit ihrem Wiederaufbau in den Jahren 2001 bis 2010 als größte Feldsteinpyramide Deutschlands.

## Werke
Militärschriftsteller und Schöpfer des Schmettauschen Kartenwerks:
- Systematische topographische Aufnahme für das damalige preußische Staatsgebiet östlich der Weser
- Carte Chorographique Et Militaire Du Duche De Meklenburg-Strehlitz
- Topographisch, oeconomisch und militaerische Charte des Herzogthums Mecklenburg Schwerin und des Fürstenthums Ratzeburg. 1788